# Lagavulin
Lagavulin je škotski single malt viski, ki ga proizvajajo na otoku Islay ob zahodni obali Škotske.

## Destilarna
Prvi zapisi o nelegalnem pridobivanju viskija v prostorih, ki so leta 1816 postali uradna destilarna Lagavulin, segajo v leto 1742. Destilarna je bila sprva v rokah družine Mackie, ki se je v preteklosti pogosto zapletala v pravne spore z destilarno Laphroaig z istega otoka. Lastnili Lagavulina naj bi namreč poskušali večkrat ukrasti recept za viski Laphroaig in ga tudi poskušali kopirati. Danes je destilarna Lagavulin proizvodna enota destilarne White Horse Distillers, katere lastnik je podjetje United Distillers & Vinters, to podjetje pa je del koncerna Diageo. 

## Okus
Lagavulin je viski izrazitega okusa po šoti z rahlim vonjem po jodu, kar ga dela nepriljubljenega pri nepoznavalcih. Tudi sicer velja za Lagavulin, da ga pivci bodisi obožujejo, bodisi sovražijo.
Lagavulin polnijo ob starosti 12 in 16 let, za posebne priložnosti pa napolnijo steklenice s posebnim viskijem, ki je zorel v sodih Pedra-Ximeneza in se imenuje Distiller's edition.